# Pierre-Benjamin Lafaye

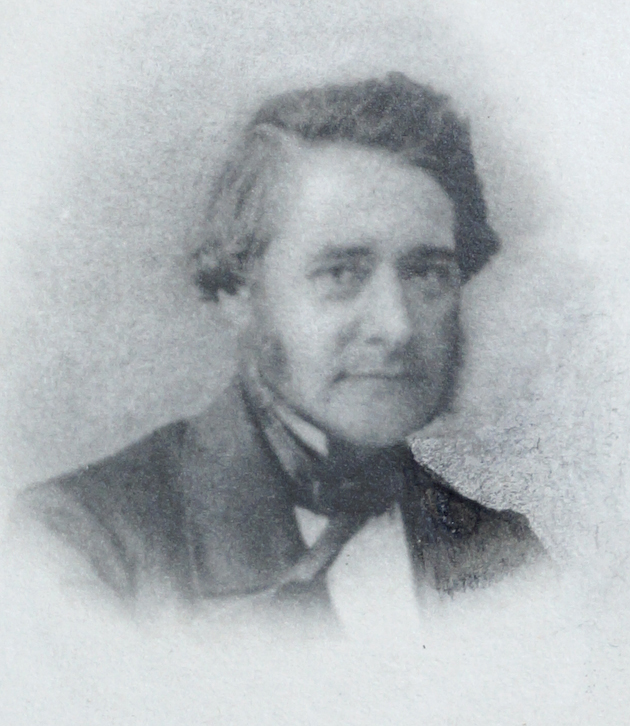
Pierre-Benjamin Lafaye

Pierre-Benjamin Lafaye (* 6. Juli 1809 in Mont-Saint-Sulpice, Département Yonne; † 5. Januar 1867 in Aix-en-Provence) war ein französischer Philosoph, Linguist, Romanist und Lexikograf.

## Leben und Werk
Lafaye war Student der École normale supérieure. Er bestand 1832 die Agrégation de Philosophie, habilitierte sich mit den Thèses Dissertation sur la philosophie atomistique (Paris 1833) und Thesis philosophica de definitione (Paris 1833) und wurde Philosophieprofessor am Collège royal in Orléans (1834), am Collège royal in Marseille (1845) und an der Universität Aix-en-Provence (dort auch Dekan der Faculté des lettres).
Angeregt durch das in seine Hände geratene Wörterbuchmanuskript des Philosophen Étienne Bonnot de Condillac, widmete Lafaye seine wissenschaftliche Existenz der (als Philosophie verstandenen) vergleichenden Synonymik. Durch sein gewaltiges Wörterbuch (mit theoretischem Vorwort) von 1858 bis 1865 wurde er zum bedeutendsten französischen Synonymiker und zum Vorläufer sowohl der strukturellen Semantik als auch der Kollokationsforschung.
Pierre-Benjamin Lafaye war der Bruder des Malers Prosper Lafaye (1806–1883).

## Schriften
- Synonymes français. Hachette, Paris 1841 (Digitalisat).
- Dictionnaire des synonymes de la langue française avec une introduction sur la théorie des synonymes. Hachette, Paris 1858 (Digitalisat; Supplément. Hachette, Paris 1865, Digitalisat; zahlreiche Auflagen).
- Introduction sur la théorie des synonymes (= Biblioteca della ricerca. 4: Linguistica. 22). Texte présenté, établi et annoté par Annalisa Aruta Stampacchia. Schena u. a., Fasano (Brindisi) u. a. 2006, ISBN 88-8229-648-2.